# کارولینه پترز
کارولینه پترز (آلمانی: Caroline Peters؛ زادهٔ ۷ سپتامبر ۱۹۷۱) بازیگر سینما و بازیگر تلویزیون اهل آلمان است.
وی همچنین برندهٔ جوایزی همچون جایزه گریمه شده‌است.